# Anette Rückes
Anette Rückes, née le 19 décembre 1951 à Bad Marienberg (Westerwald), est une athlète ouest-allemande.
Aux Jeux olympiques d'été de 1972 à Munich, elle remporte le bronze avec ses compatriotes Inge Bödding, Rita Wilden et Hildegard Falck derrière les équipes de la République démocratique allemande et des États-Unis.

## Palmarès

### Jeux olympiques d'été
- Jeux olympiques d'été de 1972 à Munich (Allemagne de l'Ouest)
  -  Médaille de bronze en relais 4 × 400 m

### Championnats d'Europe
- Championnats d'Europe d'athlétisme de 1971 à Helsinki (Finlande)
  -  Médaille d'argent en relais 4 × 400 m

### Championnats d'Europe en salle
- Championnats d'Europe d'athlétisme de 1971 à Sofia (Bulgarie)
  -  Médaille d'argent en relais 4 × 400 m